# Іль (притока Рейну)
Іль (фр. Ill; [ˈɪl] IL;фр.: [il]) — річка в Ельзасі, на північному сході Франції, ліва, або західна притока Рейну. Її довжина становить 217 км.
Вона бере початок від свого витоку біля муніципалітету Венкель у горах Юра, з повторним витоком біля Лігсдорфа, огинає Ферретт зі східного боку, а потім тече на північ через Ельзас, протікаючи паралельно до Рейну. Розділяючи Ларгу, що також витікає з гір Юра поблизу Ільфюрта, вона приймає кілька приток із західнобережних Вогезів після проходження через Альткірш: Доллер у Мюлузі, Тур біля Енсісайма, Лаух у Кольмарі, Фехт у Іляезерні, Гіссен у Селесті, Андлау біля Фегерхайма, Ен біля Гайспольсайма, Брюш біля Страсбурга та Суффель вище за течією від Ла-Ванцено, перш ніж зустрітися з Рейном нижче за течією біля шлюзу Гамбсайму.
Коли Іль наближається до міста Мюлуз, більша частина її потоку відводиться у скидний канал, що веде до Доллера, захищаючи історичний центр міста від повеней.
Протікаючи через місто Страсбург, річка є частиною укріплень XVII століття і проходить через низку шлюзів і каналів у мальовничому старому місті, включаючи квартал Маленька Франція, де її води колись використовувалися для живлення млинів і шкіряних заводів. Одним з цих каналів є Фо-Ремпар, який разом з головним каналом Іль оточує острів Гранд-Іль або історичний центр Страсбурга.

## Навігація
Наразі Іль є судноплавним завдяки сполученню з каналом Марна — Рейн на відстані трохи менше 10 кілометрів вгору за течією до початку судноплавства в Нахтвейді. Ця ділянка річки проходить через центр Страсбурга і з'єднується з каналами Фо-Ремпар, Рона — Рейн і Де-ла-Брюш, який більше не є судноплавним. Єдиний шлюз знаходиться у кварталі Маленька Франція в центрі Страсбурга.
Судноплавство через центральну частину цієї ділянки, через Малу Францію, обмежене лише для малих прогулянкових суден у напрямку вниз за течією; рух проти течії та комерційне судноплавство повинні використовувати непрямий маршрут від каналу Марна-Рейн до каналу Рона-Рейн через порт Страсбурга. Пасажирські судна використовують цю ділянку у зворотному напрямку, завершуючи свій маршрут через канал Фо-Ремпар, який закритий для всіх інших суден.
Інші ділянки річки Іль, нижче за течією від каналу Марна-Рейн до злиття з Рейном і вище за течією від Нахтвейда, не є судноплавними для моторних суден, хоча ними можна користуватися на каное та інших подібних суднах.